# Ross Taggart
Ross Taggart (Victoria (Brits-Columbia), 24 november 1967 - Vancouver, 9 januari 2013) was een Canadese jazz-pianist en -saxofonist.
Taggart begon op de klarinet, toen hij veertien was koos hij voor de saxofoon. Hij studeerde dankzij een beurs in Toronto en New York, waar hij les kreeg van onder meer George Coleman, Clifford Jordan, J. R. Monterose en Don Thompson. Daarna werkte hij in de jazzscene aan de Canades westkust, waar hij optrad met Benny Golson, Dr. Lonnie Smith, Phil Woods, Clark Terry en Fraser McPherson. Ook maakte hij deel uit van Hard Rubber Orchestra en de funkband Crash. Van Taggart kwamen twee albums onder eigen naam uit en hij speelde mee op opnames van onder meer Joani Taylor en P.J. Perry. Verder gaf hij les aan Capilano University.
Taggart overleed aan de gevolgen van nierkanker.

## Discografie
- Thankfully, Cellar Live, 2002
- Presenting the Ross Taggart Trio, Cellar Live, 2009

- MusicBrainz: b8faa956-a82b-426a-9bdd-acc668d354d2
- Virtual International Authority File: 106173514
- WorldCat: E39PBJxWXtMxvvRh4gpTVJCvpP